# TU (gruppo musicale)
TU è una band formata da Trey Gunn e Pat Mastelotto. Hanno realizzato un solo album, intitolato TU, nel 2003.

## Discografia
- TU (2003)